# Cimetière de Savigny-sur-Aisne
Le cimetière de Savigny-sur-Aisne est un ancien cimetière situé à Savigny-sur-Aisne, en France. Ce terrain est classé au titre des monuments historiques depuis 1935.

## Localisation

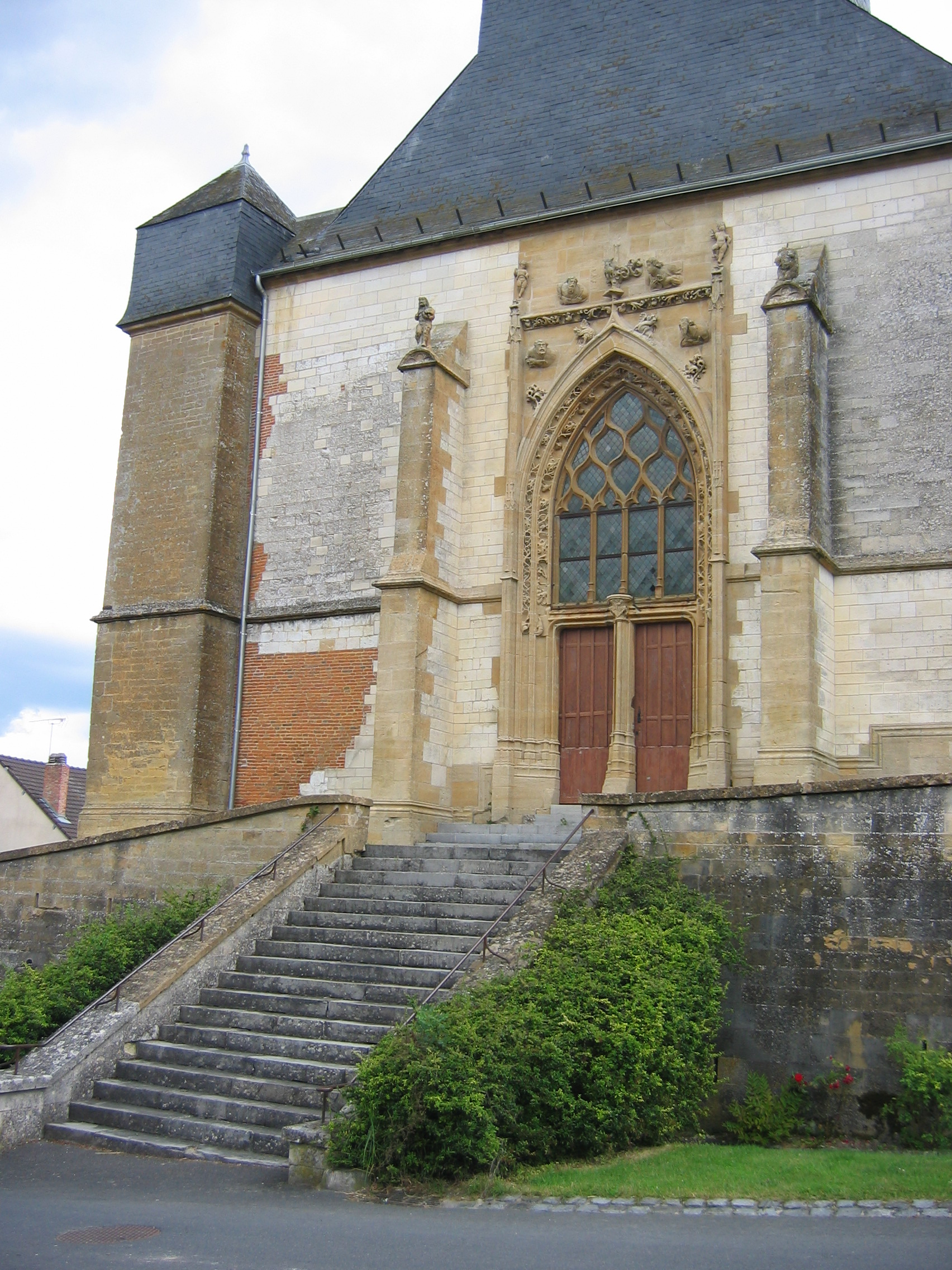
Escalier menant à l'ancien cimetière et à l'entrée de l'église

Cet ancien cimetière est situé sur la commune de Savigny-sur-Aisne, dans le département français des Ardennes, sur un tertre autour de l'église. 

## Description
Ce petit monticule, délimité par des murs de soutènement au nord et à l'ouest, met en valeur l'église, et renforçait initialement le rôle défensif de cet édifice.
Seules deux tombes anciennes sont encore visibles, celle de Nicolas Busquet mort en 1869, et celle de l'abbé Vermon, curé des lieux de 1829 à 1879, né en 1801 et mort en 1879. Un mur de clôture de ce cimetière avait été construit au XVIIIe siècle, avec trois portes en plus de l'escalier, deux au sud et une à l'est. Il reste de ce mur quelques pans et l'encadrement d'une des portes, située à l'angle sud-ouest. Une galerie souterraine existe sous le monticule, avec une porte dans la rue longeant le mur de soutènement. Cette galerie passe sous le transept nord de l'église puis bifurque à 90° sous le mur du chœur. Cette galerie aurait été construite par les Allemands, durant l'occupation du village pendant la Première Guerre mondiale. Elle sert aujourd'hui de réservoir d'eau aux pompiers. Comme souvent, des rumeurs de souterrain plus important existent, sans aucune preuve.

## Historique
Le tertre a servi de cimetière au village jusqu'en 1890, et la construction d'un nouveau cimetière en sortie de bourg. Le terrain est classé en 1935 au titre des monuments historiques. La décision de classement comme monument historique de cet ancien cimetière et tertre en 1935 ne s'explique nullement par un caractère architectural ou historique particulièrement significatif, mais uniquement par la volonté  de l'architecture des beaux-arts en charge, dans ces années-là, des monuments historiques du département des Ardennes, de protéger le site. En effet, à l'époque, un projet de modification de chemins communaux était envisagé, ayant comme conséquence de « frapper d'alignement » une partie des murs de soutènement et de l'escalier, et induisant un risque que des travaux de terrassement des nouveaux chemins menacent la stabilité de l'église (classée, elle, depuis 1913).  L'architecte des beaux-arts a plaidé et obtenu le classement, auprès de son ministère, pour bloquer ces initiatives locales.